# Megara (banda)
Megara es un grupo musical español de metal alternativo creado en 2015. El cuarteto, nacido en Madrid, está formado por Kenzy Loevett (vocalista), Rober (guitarra), Dim (bajo) y Ra Tache (batería).

## Estilo
Su estilo musical ha sido catalogado de metal alternativo, además de como "fucksia rock" o "fucksia metal". La banda sostiene que esa referencia al "fucksia" -neologismo que juega con las palabras fuck y fucsia- implica la mezcla de muchas influencias y que no quieren encasillarse en ninguna categoría, más allá de la del rock.

## Historia
En 2015 publicaron su primer EP Muérase quien pueda, con temas como «Seis» y «Baños de sangre». En 2016 publicaron su primer álbum Siete. En 2018 publicaron su segundo álbum Aquí estamos todos locos. A partir de entonces comenzaron a adquirir repercusión, debutando en 2019 en el Resurrection Fest,.Download Festival y en Leyendas del Rock. A finales de año, aparecen también en Los Conciertos de Radio 3
En 2022 publicaron su tercer disco de estudio Truco o trato.
A principios de 2023 participaron en la primera semifinal del Benidorm Fest 2023, donde obtuvieron 111 puntos por la canción «Arcadia», lo que les dio el pase a la final. Finalmente no lograron representar a España en Eurovisión, aun así, quedaron en cuarta posición. En abril de 2023 se anunció que serían los teloneros de Babymetal en los conciertos en España de la gira de regreso de la banda japonesa.Ese mismo verano participan en los festivales Resurrection Fest y Coca-Cola Music Experience.
En 2024 el grupo intentó presentarse de nuevo al Benidorm Fest con «11:11», pero la canción no pasó el corte del comité de selección. Meses después se presentaron con el mismo tema a la preselección de San Marino, Una voce per San Marino. Tras llegar a la final a través de la convocatoria abierta, con ligeros cambios en la letra para incluir estrofas en italiano, Megara convenció al jurado y se convirtieron en los representantes de San Marino en el Festival de Eurovisión 2024actuando en la segunda semifinal. 
El 20 de abril de 2025 anunciaron a través de su cuenta de Instagram que su nuevo sencillo «Cicatrices» estaría disponible el 25 de abril en todas las plataformas.  El 21 de abril publicaron otro vídeo donde explicaban el motivo del porqué no habían publicado música durante más de un año. Durante este tiempo la banda decidió tomar un descanso para poder establecer prioridades y cuidarse a ellos mismos. Destacan que la música debe fluir de manera natural, no forzada y hecha con el corazón. 

## Discografía

### Álbumes de estudio
| Año  | Título                   | Detalles                                                                        |
| ---- | ------------------------ | ------------------------------------------------------------------------------- |
| 2016 | Siete                    | - Lanzamiento: 23 de mayo de 2016 - Discográfica: On Fire Records, JBC Music    |
| 2018 | Aquí todos estamos locos | - Lanzamiento: 15 de enero de 2018 - Discográfica: On Fire Records, JBC Music   |
| 2022 | Truco o trato            | - Lanzamiento: 28 de octubre de 2022 - Discográfica: On Fire Records, JBC Music |

### EPs
| Año  | Título                      | Detalles                                                                      |
| ---- | --------------------------- | ----------------------------------------------------------------------------- |
| 2015 | Muérase quien pueda         | - Lanzamiento: 1 de julio de 2015 - Discográfica: On Fire Records, JBC Music  |
| 2021 | Truco o trato (Capítulo I)  | - Lanzamiento: 1 de marzo de 2021 - Discográfica: On Fire Records, JBC Music  |
| 2021 | Pink Side                   | - Lanzamiento: 29 de marzo de 2021 - Discográfica: On Fire Records, JBC Music |
| 2022 | Truco o trato (Capítulo II) | - Lanzamiento: 13 de mayo de 2022 - Discográfica: On Fire Records, JBC Music  |

### Sencillos
| Año  | Canción                       | Álbum               |
| ---- | ----------------------------- | ------------------- |
| 2018 | «Truco o trato»               | Truco o trato       |
| 2021 | «Ni contigo ni sin ti»        | Truco o trato       |
| 2022 | «Medusa»                      | Truco o trato       |
| 2022 | «Estanque de tormentas»       | Truco o trato       |
| 2022 | «Hocus Pocus»                 | Truco o trato       |
| 2022 | «Arcadia» (Versión extendida) | Truco o trato       |
| 2024 | «11:11»                       | Sencillos sin álbum |
| 2024 | «Dancing Queen»               | Sencillos sin álbum |
| 2024 | «11:11» (Brais Remix)         | Sencillos sin álbum |
| 2024 | «11:11» (Eurovision Version)  | Sencillos sin álbum |
| 2025 | «Cicatrices»                  | Sencillos sin álbum |
| 2025 | «13 Razones»                  | Sencillos sin álbum |